# B
 For alternative betydninger, se B (flertydig). (Se også artikler, som begynder med B)
B, b er det andet bogstav i det latinske alfabetet.
Bogstavet B blev ikke brugt i etruskisk, fordi dette sprog  ikke havde stemt lukkelyd. Alligevel var etruskerne bekendt med bogstavet, som var afledt af det græske beta. Dets latinske lydværdi skyldtes højst sandsynligt græsk indflydelse. Det semitiske bogstav bet blev også udtalt som /b/. Den originale baggrund for symbolet var 'hus'.
I det hexadecimale talsystem repræsenterer B et ciffer med værdien 11.